# Waldmensch

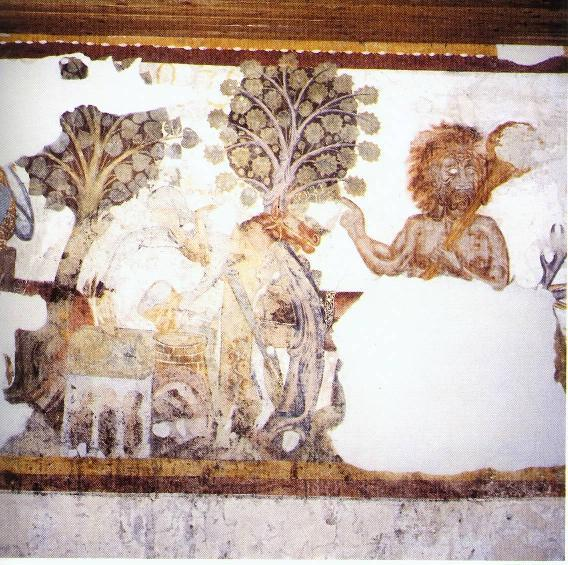
Der Waldmensch auf den Iwein-Fresken auf Schloss Rodenegg

Als Waldmensch wurde früher ein im Wald lebender, wilder Mensch bezeichnet. Im Falle einzeln unter solchen Umständen aufgewachsener Kinder spricht man von sogenannten „Wolfskindern“. Im Volksglauben war auch vom „wilden Mann“ die Rede. In altnordischen Sagas werden sie im Zusammenhang mit Berserkern, einer Art von germanischen Kriegern erwähnt.

## Moderne Beispiele
Ho Van Thanh und sein Sohn Lang: Nachdem das Haus seiner Familie im Dorf Tra Kem in der zentralvietnamesischen Provinz Quảng Ngãi 1973 von einer Mine zerstört worden war, flüchtete er mit seinem jüngsten Sohn in den Wald. Dort scheinen sie sich von Waldfrüchten und Jagen ernährt zu haben und hatten primitive Werkzeuge. Er war 82 Jahre alt, als er im August 2013 entdeckt wurde. Sein Sohn war nur mit einem Lendenschurz aus Baumrinden bekleidet, konnte nur einige Worte der lokalen Sprache Cua und wollte zurück in den Wald.

## Trivia
Die wörtliche Bedeutung von malaiisch orang utan ist Waldmensch.